# Gilles le Vinier
Gilles le Vinier (1190 circa – 1252) è stato un troviero, fratello di Guillaume le Vinier e, come quest'ultimo, un ecclesiastico: si sa che nel 1225 era canonico a Lilla e nel 1234 ad Arras. Ci restano di lui dieci componimenti.